# Longkodo
 (septembre 2024).
Si vous disposez d'ouvrages ou d'articles de référence ou si vous connaissez des sites web de qualité traitant du thème abordé ici, merci de compléter l'article en donnant les références utiles à sa vérifiabilité et en les liant à la section « Notes et références ».
Longkodo (mandchou ᠯᠣᠩᡴᠣᡩᠣ, translit. Abkai Longkodo, chinois : 隆科多 ; pinyin : lóngkēduō, décédé en 1728) est un important fonctionnaire mandchou-chinois, issu du clan Tunggiya, appartenant à la bannière Jaune à bordure sous la dynastie Qing (1644–1911). Sa période active dure de la fin du règne de l'empereur Kangxi au début du règne de l'empereur Yongzheng ; il est surtout connu pour avoir recueilli les dernières volontés contestées de l'empereur Kangxi.
Troisième fils de Tong Guowei et frère cadet de l'impératrice Xiaoyiren, troisième consort de l'empereur Kangxi, Longkodo est ministre responsable du Bureau des affaires frontalières à la fin du règne de Kangxi. Il est aussi en même temps commandant général de la gendarmerie à Pékin, disposant ainsi de la puissance militaire pour contrôler la région de la capitale en temps de crise. Sa puissance militaire fait de lui un évident bouc émissaire dans les complots et il est fortement soupçonné par l'empereur Yongzheng.
Le plus grand mystère entourant Longkodo concerne l'attention exclusive que lui consacre l'empereur Kangxi pendant ses derniers jours. Son soutien militaire assure un transfert pacifique du pouvoir entre Kangxi et Yongzheng. Après l'accession au trône de Yongzheng, Longkodo obtient une position au Conseil impérial de quatre personnes et siège comme président du Conseil de gouvernance. Il est ensuite disgracié et exécuté pour des raisons encore entourées de mystère.

## Source de la traduction
- (en) Cet article est partiellement ou en totalité issu de l’article de Wikipédia en anglais intitulé « Longkodo » (voir la liste des auteurs).